# Наркомівка

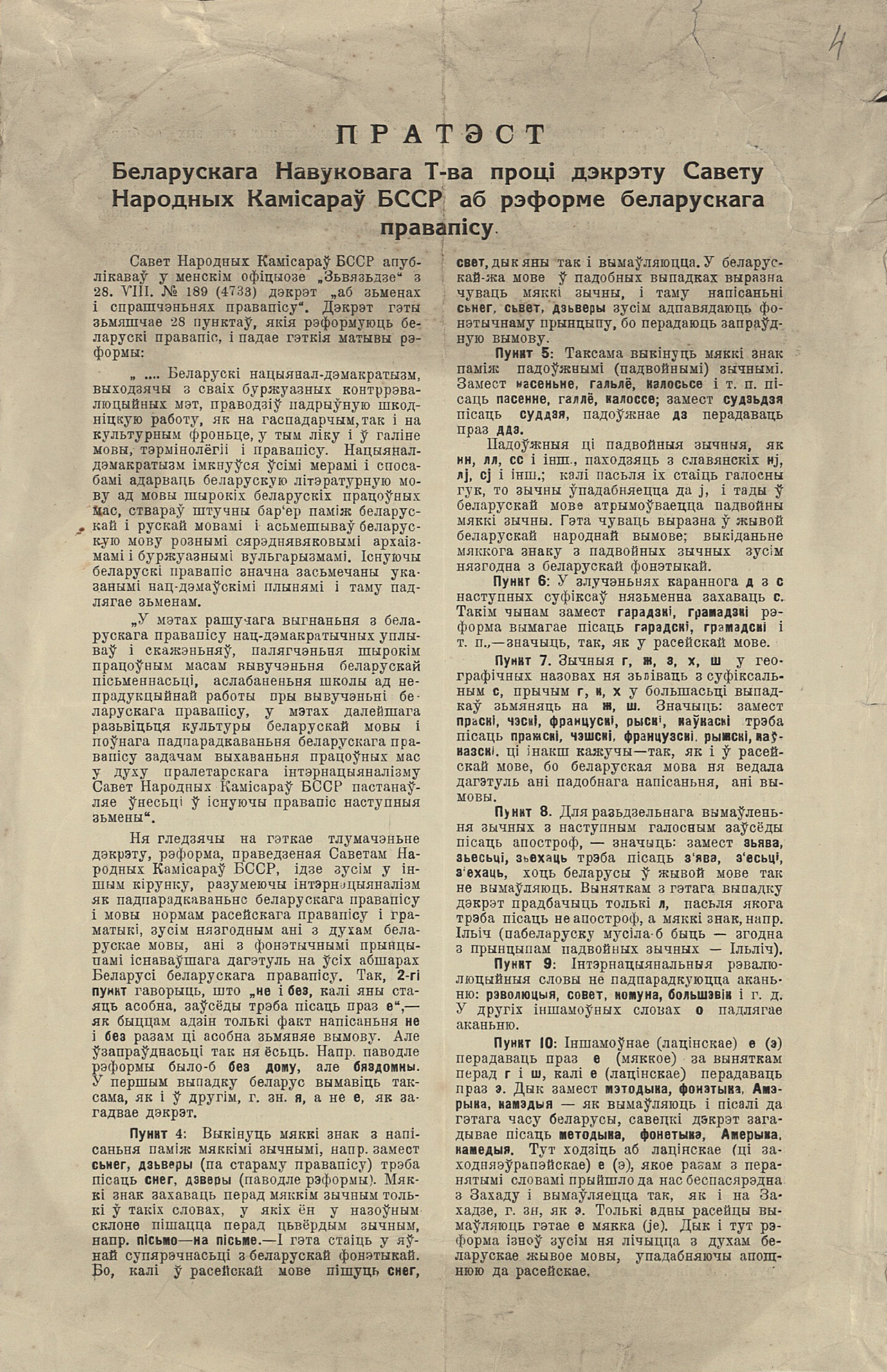
Перша сторінка протесту Білоруського наукового товариства у Вільно проти указу Наркомату про реформу білоруського правопису
та подальшого ухвалення «наркомівки».

Білору́ський офіці́йний право́пис (біл. Беларускі афіцыйны правапіс; Biełaruski aficyjny pravapis) або нарко́мівка (біл. наркамаўка, наркомаўка; narkamaŭka, narkomaŭka) — варіант білоруської ортографії (у найширшому розумінні — мовна норма), що бере початок з політичної реформи білоруської ортографії 1933 р. і закріплений у наступних офіційних правописах (білоруському правописі 1959 року в Білоруській Радянській Соціалістичній Республіці й у Законі Республіки Білорусь про «Правила білоруської ортографії та пунктуації» 2008 року ухваленого за часів диктаторського режиму Лукашенка, затверджений вперше у світовій історії мовознавства у формі закону). Метою ухвалення наркомівки було зросійщення білоруської мови та витіснення класичного правопису білоруської мови Броніслава Тарашкевича, який видав білоруські граматики для шкіл 1918 року і таку ж граматику 1929 року. Наркомівка повністю відкинула ухвалені рішення Академічної конференції з реформи білоруського правопису та абетки 1926 року.
Наркомівка зазнала критики через її прийняття в 1933 році Наркоматом БРСР згідно з проєктом Політичної комісії ЦК КП(б)Б в умовах жорстокого терору радянської влади без публічного та наукового обговорення, що виявилося насправді штучним, неприродним та примусовим зближенням до російської мови. Створення наркомівки розглядається як один із заходів політики зросійщення Білоруси, яка здійснювалася у двох основних напрямках: по-перше, безперервне зросійщення білоруської мови і, по-друге, систематичне витіснення цієї зросійщеної мови та її заміна російською мовою.
У 2008 році IANA висунула окремий мовний підтег «1959acad» (повне позначення: be-1959acad), щоб відрізнити наркомівку від інших правописів білоруської мови, які всі охоплюються мовним тегом «be», зокрема від традиційного класичного правопису білоруської мови (тарашкевиці), що має власний підтег «tarask».

## Назва
Назва нарко́мівка походить від слова «наркомат» — народний комісаріат (назва міністерства в СРСР) і підкреслює той факт, що він був розроблений спеціальною Політичною комісією ЦК КП(б)Б і ухвалений Раднаркомом БРСР — радянських політиків та чиновників — у той час, коли радянська влада заарештувала низку знакових білоруських мовознавців і лексикографів, і, за словами Сергія Запрудського, «відбувся справжній крах білоруського мовознавства». Власне термін нарко́мівка ввів у науковий обіг Зміцер Савко. Водночас були й инші пропозиції щодо цього правопису — пореформений (біл. парэформенны; pareformienny) чи реформований (біл. рэфармаваны; refarmavany), а також чернушевиця (біл. чарнушэвіца; čarnuševica).
Назва офіційний правопис вказує на його офіційний державний статус та регулювання установами, що контролюються офіційними органами влади Республіки Білорусь. У 2007 році Сергій Дубовець припустив, що вживання назви лукашенківка (біл. лукашэнкаўка; łukašenkaŭka) може призвести до того, що молоді білоруси за відсутности можливости проходити Централізоване тестування білоруською мовою за клясичним правописом можуть обирати російську мову.

## Історія

### Створення наркомівки в результаті політичної реформи
Незважаючи на помітний зросійщених ухил академічного проєкту 1933 р., він не задовольнив радянське керівництво через занадто велику толерантність у наближенні білоруської мови до російської мови. Крім того, новий етап у боротьбі з білоруським націоналізмом поставила стаття «Под фальшиво-национальным флагом», опублікована 3 лютого 1933 року в московській газеті «Правда». Спеціяльний кореспондент видання А. Давидюк сказав із Мінська:
|  | Мова йде про активізацію буржуазних націоналістів у Білорусі, про політичний характер їх виступів, що відображають опір пролетарської держави загиблим куркулям. |

Відразу після цієї публікації Академічний проєкт був поспішно розглянутий і обговорений у Наркоматі освіти під керівництвом новопризначеного (замість репресованого) наркома Олександра Чернушевича, педінститутом, різними радянськими та партійними організаціями. У результаті до документа були чітко додані пропозиції щодо зросійщення, які мала засвідчити лояльність, «правильну ідеологічну спрямованість» як творців, так і дискутантів Проєкту. Але, незважаючи на це, документ був повністю переглянутий.
5 травня ЦК Комуністичної партії Білоруси створило спеціальну «Політичну комісію для перегляду російсько-білоруського словника та нових правил написання білоруської мови». Примітно, що жоден мовознавець не входив до складу комісії, а членами її були переважно політики.
До 21 липня Бюро ЦК КП(б)Б видало постанову, у якій зазначено, що робота над проєктом реформи завершена: «Погодьтеся з пропозицією товариша Чернушевича направити проєкти нового білоруського правопису на розгляд культпропа ЦК УсеКП(б)». 26 серпня документ був затверджений Наркоматом БРСР, а 27 серпня — Білоруським ЦК. Таким чином, прийняття проєкту відбувалося за замовленням без попередньої публікації та громадського обговорення.
Резолюція мала назву — «Про зміни та спрощення білоруського правопису», але насправді ортографічні зміни не принесли спрощення. Деякі правила, запроваджені реформою, пропонувалося змінити в наступних правописних проєктах (1939 і 1951 рр.), і це було зроблено майже негайно в результаті зміни політичного режиму — для «розвінчання культу особистости» (1956).
Документ прийняв усі пропозиції Академічного проєкту 1933 р., який передбачав зближення з російською мовою. У той же час технічна підготовка відповідної частини документа набагато краща за новостворені розділи, які містять багато суперечностей, фактичних та методологічних помилок та упущень.
| Зміни в білоруському правописі (після перегляду проєкту в 1933 році спеціальною політичною комісією) | Академічний проєкт реформи білоруського правопису 1930 року | Академічний проєкт реформи білоруського правопису 1933 року (до перегляду Політичною комісією)                                                |
| Зміни при передачі запозичень | | |
| 1. Передача звуків /la/, /lo/, /lu/) через тверде /ɫ̪/. (наприклад: маналог замість маналёг) | Існуючі правила були збережені. | Автори проєкту характеризують ці пропозиції як «вялікадзяржаўніцкія», «уласьцівыя расейскаму вымаўленьню».                                    |
| 2. Пом'якшення приголосних /s̪/, /z̪/, /b/, /v/, /m/, /p/, /f/, /n̪/ перед голосними спереду /ɛ (наприклад: кааперацыя, фанетыка замість каапэрацыя, фанэтыка)                                                                                 | Існуючі правила були збережені. | Автори проєкту характеризують ці пропозиції як «вялікадзяржаўніцкія», «уласьцівыя расейскаму вымаўленьню».                                    |
| 3. Заміна -тар, -дар на -тр, -др у кінці слів (наприклад: літр, цэнтр замість літар, цэнтар) | Існуючі правила були збережені. | Існуючі правила були збережені. |
| 4. Перадача літер «β» та «θ» у грецизмах через «б» або «в» та «т» або «ф» залежно від правил російської мови (Вавілон, Візантыя, марафон, міф пафас замість Бабілён, Бізантыя, маратон, міт, патас)                                         | Існуючі правила були збережені. | Цей захід мав відповідати вимозі, висловленій керівництвом партії, «закріпити російську мову як посередника для запозичення з третіх мов».    |
| Зміни в ортографії білоруських слів | | |
| 1. Скасування позначення асимілятивного пом'якшення приголосних /s̪j/, /z̪j/, /t͡s̞j/ (наприклад: (свет, след замість сьвет, сьлед) | Ця пропозиція з'явилася лише в коректурі (тобто згортанні політики білорусизації — і примусовому відступі від керівництва проєктом академіка Степана Некрашевича, який категорично виступив проти його прийняття. Янка Купала також був проти цієї пропозиції. | Автори обґрунтовують прийняття цієї пропозиції «сприянням та економією для поліграфічного бізнесу».                                           |
| 2. Скасувати написання м'якого знака між подовженими приголосними /s̪j/, /z̪j/, /t͡s̞j/, /d͡z̞j/, /ɫ̪j/, /n̪j/ (наприклад: насенне, галлё, ззяе, рыззё, калоссе, суддзя, жыццё замість насеньне, гальлё, зьзяе, рызьзё, калосьсе, судзьдзя, жыцьцё) | Комісія прийняла цю пропозицію як компроміс, за умови помірности у всіх інших випадках. | Було запропоновано подвоїти подвійні приголосні на манер західно-білоруських промов (наприклад: насене, галё, зяе, рызё, калосе, судзя, жыцё) |
| 3. Введення незмінного написання частки та прийменника «не» (наприклад: без нас, не руш замість бяз нас, ня руш) | Існуючі правила були збережені | Існуючі правила були збережені. |

Таким чином, у результаті реформи згідно з політичним проєктом 1933 р. до білоруської мови було введено понад 30 фонетичних і морфологічних особливостей, властивих російській мові.
Основним наслідком реформи стала поява двох правописів (норм) білоруської мови, один із яких — наркомівка — почав офіційно застосовуватися в Радянському Союзі, а інший — традиційний клясичний правопис — продовжував використовується білорусами за межами СРСР. Створення наркомівки розглядається як один із заходів політики зросійщення Білоруси, яка здійснювалася у двох основних напрямках: по-перше, безперервне зросійщення білоруської мови і, по-друге, систематичне витіснення цієї зросійщеної мови та її заміна російською мовою.

### Причини неприйняття наркомівки
Білоруси за межами СРСР, насамперед захід Білоруси, а також білоруські центри в Латвії, Празі та Берліні, не прийняли змін, введених в білоруську мову. Зокрема, Білоруське наукове товариство у Вільно на своєму надзвичайному засіданні 31 жовтня 1933 р. прийняло резолюцію проти реформи, у якій відзначалося її зросійщенна спрямованість та слабке наукове підґрунтя.
Серед причин неприйняття політичної реформи 1933 року були такі:
- Реформі передували посилені сталінські чистки та репресії серед білоруської інтелігенції[17];
- Проєкт реформи був розроблений спеціальною «Політичною комісією з перегляду російсько-білоруського словника та нових правил правопису білоруської мови», до складу якої не входив жоден мовознавець. На думку сучасних білоруських філологів, укладачі збірника правил керувались насамперед політичними, а не філологічними мотивами.
- Проєкт був схвалений Радою Народних Комісарів БРСР без громадського обговорення[18][17];
- Реформа була проведена в умовах жорстокого терору. Так, філолог Сергій Запрудський зазначає:|  | Рішення РНК символізувало для сучасників невід'ємну волю наблизити білоруську мову до російської "будь-якою ціною". |

- Білоруські філологи та історики зазначають, що реформа штучно[2] наблизила білоруську мову до російської. Зміцер Савко зазначає, що політична комісія, яка проводила реформу, взяла з академічного проєкту білоруської реформи правопису 1933 р., що їй передував, усі пункти, що передбачали зближення з російською мовою, а решту або кардинально переробили для наближення до російської мови. або взагалі не врахували. Кандидат філологічних наук Ігор Клімов пише:|  | Більшовицька держава, яка вперше в історії здійснила експеримент із створення нового суспільства та нової людини, також розглядала мову як об’єкт спеціальних маніпуляцій, спрямованих на досягнення певних, а не зовсім мовних цілей. Важливим напрямом таких маніпуляцій з 1930 р. було закріплення російського впливу в нормах літературних мов інших народів СРСР. Це підвищило культурну однорідність серед народів радянської імперії, придушило їх прагнення до сепаратизму та сприяло їхній культурній та мовній асиміляції. Білоруська мова також стала жертвою такої політики з 1930-х років. Подальший розвиток не був результатом внутрішньої необхідности чи реального використання, а визначався політичним становищем радянської держави. |

### Пореформова радянська кодифікація
Останній параграф (№ 27) Постанови Наркомату «Про зміни та спрощення білоруського правопису» (1933) визначив продовження цілеспрямованої роботи з зросійщення білоруської мови:
|  | Доручити Народному комісаріату освіти та Президії Білоруської академії наук організувати систематичну наукову роботу щодо подальшого розвитку та впорядкування білоруської ортографії, усієї граматики та термінології, а також організувати нову редакцію білорусько-російських словників. |

Загалом радянська влада наказала знищити рукописи попередньо підготовлених академічних словників, включаючи багатотомний Словник живої білоруської мови, двотомні російсько-білоруські та білорусько-російські словники, польсько-білоруський та білорусько-польський, есперанто-білоруський та білорусько-есперанто, та латисько-білоруський, історичні та ортографічні. Тим часом словники, включені Наркоматом, були істотно змінені шляхом зросійщення. Накази партії вимагали, щоб вони базувались на «пролетарсько-інтернаціональному» принципі, тоді як справжня та самобутня білоруська лексика була оголошена «національно-демократичною» та «куркульською». Найяскравішим проявом цієї мовної політики став «російсько-білоруський словник» під редакцією Александровича (1937), у якому великий шар білоруської лексики був прибраний на користь присутніх у російській мові слів (наприклад, коли дореформений «російсько-білоруський словник» Степана Некрашевича і Миколи Байкова для перекладу російського слова «государство» пропонували синоніми «дзяржава», «гаспадарства», «панства», пореформений словник Олександровича — лише «дзяржава», те саме перекладене слово і російське «держава», еквівалентне російському «город» в першому словнику були «места», «горад», а в другому — лише «горад»). У цьому ж словнику є такі притаманні білоруській мові прикметникові форми, як «забыўчывы», «неўстрашымы», «брадзячы». За наказом більшовиків російсько-білоруський словник 1953 року також був зросійщений. До білоруських слів додавали російські синоніми, часто ставлячи їх на перше місце: рос. батрак — біл. батрак, парабак; большак — гасцінец, бальшак; поезд — поезд, цягнік; минута — мінута, хвіліна. Ще далі пішов словник 1982 р., який рекомендував вживати поряд із словами «вавёрка», «бусак» також «белка», «багор» тощо.
У 1939 році більшовики підготували чергову реформу із написанням таких слів, як «весна», «братскі», «бібліатека». В іншому проєкті (1951) пропонувалося писати «снегі», «цеатр», «басціон». Лише очевидна абсурдність цих пропозицій, а також певні зовнішні фактори (Друга світова війна, смерть Сталіна) врятували білоруську мову від їх прийняття.
Після розвінчання культу особистості Сталіна в 1957 р. були внесені зміни в офіційний правопис (відредагований у 1957—1959 рр.), що певною мірою суперечило вектору зросійщення. У той же час, коли наприкінці 50-х років із Москви надійшов новий наказ про зросійщення граматики білоруської мови, він був здійснений у двотомній академічній «Граматыцы», виданій у 1962 році.
Після відновлення незалежности Білоруси значна кількість російськомовних елементів офіційного стандарту наркомівки послужила причиною для шовіністів та рашистів ображати білоруську мову, назвати її «испорченным русским языком», «грубым диалектом русского языка», заявляти про її недостатній розвиток.

### Правила білоруської ортографії та пунктуації 2008 року
Вирішення питання правопису в Білорусі було спрямоване на Комісію з удосконалення правопису (голова Геннадій Цихун) Товариства білоруської мови імені Франциска Скорини, до складу якої, серед інших, входили Вінцук Вячорка та Зміцер Санько. Комісія активно працювала в 1991—1992 рр., а в 1993 р. опублікувала свої пропозиції. Свідченням офіційного визнання необхідности уточнення правопису стало внесення відповідного пункту до «Державної програми розвитку білоруської мови та инших національних мов у Білоруській РСР» та наступні логічні кроки: проведення 19-20 листопада 1992 року Республіканської Наукової конференції «Праблемы беларускага правапісу», прийнята в 1993 р. Постановою Ради Міністрів № 556 «Про уточнення правопису білоруської літературної мови», а для реалізації постанови — створення Державної комісії з роз'яснення правопису (Голова Ніл Гілевич), до якого входили переважно представники офіційних структур. Комісія висунула низку пропозицій для громадського обговорення, але радикальна трансформація загальної ситуяції в країні (серед иншого — повернення влади до політики зросійщення) зробила подальшу дію комісії неможливою, тому вона припинила своє існування рік пізніше, доручивши цю справу Академії наук та Міністерству освіти «підготувати до друку нову редакцію „Правил білоруської ортографії та пунктуації“ (з додаванням правил білоруської ортоепії)». Остаточні рекомендації, опубліковані 13 вересня 1994 р., стверджували, що хоча повернення певних дореформенних норм є бажаним, але час для таких змін ще не став через те, що суспільство ще нібито не готове.
З другої половини 1990-х років група вчених з Інституту мовознавства НАН Білорусі та викладачі ряду мінських університетів на чолі з академіком Олександром Підлужним (який у 1998 році закликав до репресій режим Лукашенка щодо прихильників класичного правопису білоруської мови) підготували три варіянти проєкту правописних змін, в яких пропонувалося повернути до офіційного білоруського правопису деякі норми класичного правопису. Невелика частина цих пропозицій була включена до міністерського проєкту нових правил білоруської мови, розробленого в 2006 році (що можна розглядати як продовження повільної еволюції офіційного правопису до класичного, що спостерігається з 1957 року). Проєкт був затверджений вперше у світовій історії мовознавства у формі Закону Республіки Білорусь «Про правила білоруської ортографії та пунктуації» Палатою представників Національних зборів та особисто Олександром Лукашенко.
Тим часом, у жовтні 2007 року, напередодні прийняття закону «Про правила білоруської ортографії та пунктуації», міністр освіти режиму Лукашенко Олександр Радков заявив, що документ спрямований на заборону «незаконного використання класичного правопису» в періодичних виданнях. У той же час новий ортографічний словник, виданий Інститутом мовознавства у 2009 році, відзначився численними суперечностями зі змістом норм білоруської ортографії, офіційно прийнятих у 2008 році.

## Оцінки
У 2007 році Сергій Дубавець на сторінках «Наша Ніва» зазначив, що конфлікт між двома правописами — офіційним (наркомівкою) та класичним (тарашкевицею) — на його думку, визначався головним чином як морально-етичний (у 2005 році Сергій Запрудський заявив, що вважає правопис питанням громадської згоди, а не наукової дискусії). Цей конфлікт виявився фактичним визнанням або невизнанням права влади СРСР — ініціаторів та керівників політики насильницького зросійщення Білорусі — змінювати білоруську мову відповідно до своїх смаків та цілей. Водночас Сергій Дубовець висловив думку, що білоруський правопис 2008 року, прийнятий режимом Лукашенко, не має того негативного змісту, який мала реформа 1933 року. Він спробував підкріпити свою думку заявою (зробленою в заголовку статті у порівнянні з ситуацією навколо громадян нацистської Німеччини та їхніх дітей) про те, що режим Лукашенка як нащадок не несе відповідальности за своїх історичних попередників — радянські злочини в Білорусі. З цієї причини Дубовець закликав відійти від принципів прихильности до класичного правопису на користь співпраці з режимом Лукашенка у лінгвістичних питаннях (була пропозиція «почувати себе частиною» авторитарної Білорусі), що, на його думку, продиктовано виживанням білоруської мови. Однією з реакцій на заяву Дубовця (і подальший перехід «Наша Ніва» до офіційного правопису) стала оцінка цього кроку як помилки та зради моральних принципів. Тим часом, після короткого і досить суперечливого періоду, який іноді називали «м'якою білорусізацією», під час придушення масових акцій протесту проти фальсифікацій президентських виборів 2020 року режим Лукашенка вчинив вбивства та масові тортури білорусів, цинічними образами білоруських національних символів: мови, історія та культура — за фінансової, військової та інформаційної підтримки московської влади Кремля.

## Відмінності від класичного правопису

### Фонетика та ортографія
| Офіційний | Класичний |
| Алфавіт | |
| Літера «ґ» відсутня. Цікаво, що в літературній білоруській мові вибуховий звук /g/ (і його м'який еквівалент /gʲ/) вимовляється в білоруських звукосполученнях /z̪g/, /d͡z̞g/, /d͡ʐg/: анэк(ґ)дот, вак(ґ)зал, пак(ґ)гаўз, во[зґ]ры, ма[зґ’]і, ро[зґ’]і, абры[зґ]лы, бра[зґ]аць, пляву[зґ]аць, вэ[дзґ]аць, [джґ]аць, эк(ґ)замэн, эк(ґ)сгумацыя і ў шэрагу пазычаньняў: [ґ]анак, [ґ]арсэт, [ґ]валт, [ґ]зымс, [ґ]онта, [ґ]узік, а[ґ]рэст, [ґ’]ер[ґ’]етаць, цу[ґ]лі, шва[ґ’]ер та інші, однак літери немає. Це дало початок реставрації у ХХ столітті вживання літери «ґ», яка вживалась у старобілоруській мові. У власних назвах з неслов'янською лексичною основою вибуховий /g/ традиційно вимовляється білоруською мовою як фрикативний /γ/; збереження /g/ у вимові не кваліфікується як порушення ортоепічної норми: [Г]арыбальдзі та [Ґ]арыбальдзі, [Г]рэнляндыя та [Ґ]рэнляндыя, [Г’]ётэ та [Ґ’]ётэ, [Г’]ібральтар і [Ґ’]ібральтар. | У версії нормалізації класичного правопису 2005 року є рекомендована літера «ґ», яка позначає вибуховий звук /g/ при засвоєнні іноземних власних імен: Наприклад: Ґаза, Ґамбія, Ґент, Ґібральтар, Ґітлін, Аґра, Арлінґтан, Рэдынґ і т. д. Список - Аґра, Аґюст, Анґола, Арґентына, Арлінґтан, Аўґуст, Аўґсбурґ, Біґ-Бэн, Буґацьці, Бэкінґгэм, Бэрґгоф, Бэльґрана, Вашынґтон, Віктор Юґо, Вюртэмбэрґ, Гааґа, Гайдэльбэрґ, Ґай, Ґас, Ґаза, Ґабрыеля, Ґалац, Ґалюа, Ґамбія, Ґаўс, Ґасконь, Ґарыбальдзі, Ґалґота, Ґаяна, Ґейл, Ґелера, Ґервяты, Ґент, Ґёбэльс, Ґётэ, Ґгаты, Ґібральтар, Ґіём, Ґітлін, Ґотлянд, Ґоццы, Ґоя, Ґэлап, Ґэртын, Ґэры, Ґрандэ, Ґрэнобль, Ґрэнляндыя, Ґрэйвэз, Ґлазґа, Ґудўін, Ґянджа, Ірвінґ, Кіплінґ, Кройцбэрґ, Лэнґлі, Лонґ-Айлэнд, Люксэмбурґ, Майнінґен, Мэґі, Ніяґара, Пітаґор, Пітсбурґ, Пэдынґтан, Ролінґ Стоўнз, Руґен, Рэдынґ, Рэґенсбурґ, Турынґія, Тыніс Мяґі, Сіґітас Ґяда, Сійґ, Фоґель, Хэнэраль-Бэльґрана, Уґанда, Эбінґгаўз та ін. |
| Позначення асимільованої ‘м'якости’ приголосних | |
| Скасувано позначення асимілятивного пом'якшення приголосних. Наприклад: зява, дзве, свет, снег, спевы, сфінкс, сцяг, бясснежны, бундэсліга, дыслякацыя, мюслі, радасць, расцьвісці, экслібрыс, на выспе, у зьмесце, Сміт, Сцяпан, Касцюшка, Лэслі, Шэкспір; звер, здзек, разбіць, спазніцца, у арганізме, на прызбе, пры спазме, Збігнеў, Звіяд, Зміцер; жалеззе й зялеззе, палоззе, бояззю, дробяззю, мяззе (ад мязга), повяззю; Вяззе, Падбярэззе; таксама ў корані: ззяць, заззяць, ззяньне; калосьсе, пераноссе, воссю, гуссю, рыссю; Палессе, зь Беларуссю; асяродздзе, судздзя, медздзю, моладздзю, роўнядздзю; Забродздзе, Лодздзю, Моўчадздзю; | Позначається м'яким знаком. (окрім г (ґ), к, х) Наприклад: зьява, дзьве, сьвет, сьнег, сьпевы, сьфінкс, сьцяг, бясьсьнежны, бундэсьліга, дысьлякацыя, мюсьлі, радасьць, расьцьвісьці, эксьлібрыс, на высьпе, у зьмесьце, Сьміт, Сьцяпан, Касьцюшка, Лэсьлі, Шэксьпір; зьвер, зьдзек, разьбіць, спазьніцца, у арганізьме, на прызьбе, пры спазьме, Зьбігнеў, Зьвіяд, Зьміцер; Схоже правило існує і щодо подвійних м'яких приголосних /s̪j/, /z̪j/, /t͡s̞j/, /d͡z̞j/, сонорних /ɫ̪j/, /n̪j/, виняток шиплячі /ʐ/, /ʂ/, /ʈ͡ʂ/ (замежжа, Падляшша, далеччу): 1. зялезьзе, боязьзю, дробязьзю, мязьзе (ад мязга), повязьзю; Вязьзе, Падбярэзьзе; таксама ў корані: зьзяць, зазьзяць, зьзяньне; 2. калосьсе, восьсю, рысьсю; Палесьсе, зь Беларусьсю; 3. асяродзьдзе, судзьдзя, медзьдзю, моладзьдзю, роўнядзьдзю; Забродзьдзе, Лодзьдзю, Моўчадзьдзю; Асимілятивне пом'якшення поширюється на прийменники з, без/бяз, праз, цераз: зь вераю, бязь сьлёз, празь лес, церазь сетку; зь юнаком, бязь іх, празь ёрмы, церазь яліну; зь Інаю, бязь Янкі, празь Ельню, церазь Юрмалу. |
| Фонетичний принцип у правописі | |
| Здебільшого обмежені ненаголошеними голосними. Наприклад: механізм, стагоддзе, не толькі, тэатр; | Поширений, у тому числі на приголосні та на стику морфем. Наприклад: механізам, стагодзьдзе, ня толькі, тэатар; |
| Транслітерація запозичених слів | |
| Транслітерація літер «la», «lo» і «lu» | |
| Транслітерація /ɫ̪/ переважно тверда. Наприклад: галантарэя, глобус, парламент, плагіят, план, логіка, лампа, мэталургія, навела, Платон; Справа в тому, що в польській мові саме проста буква L — позначає м'який звук, а буква Ł — твердий. А серед мов з латинським алфавітом при запозиченні слів написання їх прийнято не змінювати. Тому вище зазначені слова польською мовою пишуться як Lampa, Parlament, Plan, а ці слова до руської мови були запозичені з польської мови. У 1933 р. вчені Інституту мовознавства назвали пропозицію про введення цих норм «тенденціями Великої Держави», вказавши, що це характерна російська вимова. | Транслітерація м'якого /ɫ̪j/ у словах західноєвропейського походження, за винятком більшости англіцизмів. У запозиченнях з інших мов він транслітерується залежно від твердости або м'якости звуку мовою-джерелом. Наприклад: акуляры, аэраплян, балянс, галянтарэя, глёбус, глядыятар, парлямэнт, плягіят, плян, лёгіка, лябараторыя, ляўрэат, мэталюргія, навэля, Плятон; Список - [l̪a]: ля, ляванда, лязарэт, лякмус, лягуна, ляк, лякуна, лямбда, лямец, лямпа, лямус, ляпіс, ляпсус, лярва, лясьён, ляўрэат, ляфэт, акуляры, атлянт, бакаляўр, баляда, бляндынка, блянк, бляха, глядыёлюс, глядыятар, глязура, глянды, глянец, друшляк, дэклярацыя, дэфіляда, клявіш(а), клямка, кляса (ад classis ж. р.), клясык, кляштар, макулятура, плябан, пляга, плягіят, пляж, плязма, плякат, пляма, плян, плянэта, -пляст, плястылін, плятформа, пляц, пляцдарм, пляцкарта, пляцэнта, пляшка, стэляж, табуляцыя, шкарлятына, шлягбаўм, шляга, шлягер, шлямбур, шлянг, шляфрок; [l̪ɔ] лёгіка, лёджыя, лёжа, лёзунг, лёк, лёкай, лёс, лёцман, лёх, алькалёід, балён, блёк, глёбус, паліглёт, дыплём, калёквіюм, клёш, плёмба, рулён, салён, тубэркулёз, фальклёр, філёзаф, флёксы, флёр, флёра, флёт, хлёрка, цэлюлёза; [l̪u]: люза, люідор, люк, люкс, люмбага, люмпэн, люнатык, люпа, люстра, люстрацыя, люцэрна, алюр, аншлюс, блюза, блюзьнер, вэлюм, глюкоза, плюралізм, плюс, рэвалюцыя, салют, флюарэсцэнцыя, флюгер, флюід, флюс, шлюз, шлюп; З твердим /ɫ̪/ у більшості англіцизмів: лава (маґма), ладан, лама (жывёла), ланцуг, лаціна й аднакаранёвыя, лотра, лубін, блазан, блакіт, блат, клон, палац, салата; балт, болт, гвалт, залп, катафалк, малпа, кшталт, салдат, фалда; Балтыка, Лазар, Ларыса; |
| Транслітерація літер β («бета») та θ («тета») у грецизмах | |
| Передавання частково «β» як «в», а «θ» як «ф» (так зване «читання Ройхліна»), і частково «β» як «б», а «θ» як «т» (так зване «читання Еразма»). Наприклад: абат, алебастр, араб, Аравія, базіліка, бібліятэка, базальт, Вавілон, варвар, Варвара, Візантыя, вакханалія, Віфлеем, д'ябал, сімвал, Фавор, Фівы, Херувім; арфаграфія, Афіны, дыфірамб, міф, Мяфодзій, матэматыка, Піфагор, рытм, тэатр, тэалогія, тэорыя, Фавор, Фесалія, Фівы, эфір, Эфіопія; З одного боку /f/ був введений в білоруську мову разом із іноземними словами досить давно і зараз використовується в білоруських діалектах; з іншого боку, важко чітко сказати про ту чи іншу вимову звуків у стародавніх мовах, і сучасна проблема в мові полягає не у вимові окремих слів, а у пошуку спільної традиції письма, на яку в Білорусі вплинули різні системи письма. Франциск Скорина, один із перших видавців у Східній Європі, у своїх книгах використовував як реуклінівську, так і еразмійську системи, хоча реухлінівська вимова більш широко використовувався Скориною. Приклади: Ѳедосий, Ѳемианъ, Матѳеи, Есѳеръ, Іюдиѳъ, Руѳь слід читати з /f/, але слова аритметика, темианъ, Їюдитъ слід було читати з ⟨т⟩. | Послідовне передавання «β» як «б», наприклад: абат, альфабэт, алябастар, Амбон, араб, базіліка, бібліятэка, базальт, Бабілён, барбар, Барбара, Барталамей, базылянін, бакханалія, габрай і габрэй, д'ябал, лямбда, сыбіля, сымбаль, рабіт, Табор, Тэбы, Херубім; Арабія, Арабійская пустэльня, Бізантыя, Лібан, у біблійному значення: амброзія, Абэль, Бабілён, Біблія, Бэтлеем і похідні батлейка, Рэбэка; Та послідовне передавання «θ» як «т», наприклад: альгарытм, артаграфія, артадокс, артапэд, арытмэтыка, Атон, Атэны, Барталамей, Барыстэн, Бэтлеем, бібліятэка, дытырамб, Дэмастэн, Карынт, катэдра, лягарытм, маратон, Марта, матэматыка, метад, міт, мітычны, міталёгія, Мятод, патас, патэтыка, Пітагор/Пітаґор, рытм, тэатар, тэалёгія, тэорыя, Тэсалія, этэр, Этыёпія, проте рыфма; автори академічних мовних проєктів 1930 і 1933 рр. пропонували дотримуватися цієї норми. транслітерація «β» як «б» та «θ» як «т» також використовувалась у старобілоруській мові в XV—XVII століття (дьѧбл-, дѧбл-, барбар(ъ); аритметыка, ѡртокграѳеѧ), а також білоруською мовою XIX столітті (дьябал(ъ), сымболь). |
| Транслітерація грецького дифтонгу «ευ» та латинського дифтонгу «eu» | |
| Частково через «эў», частково через «еў»: Наприклад: Еўрыпід і Эўрыпід, але тільки Еўропа; эўкарыёт, эўфанія, але эйфарыя; ляўконія, але лейкацыт; | Послідовно передавання дифтонгу /eu/ через «эў» («еў», «яў»): Наприклад: Эўрыпід, Эўропа, эўкарыёт, эўфанія, эўфарыя, ляўконія, леўкацыт; |
| Транслітерація «tr» і «dr» | |
| У запозиченнях з кінцевим tr, dr пишуться -тр, -др: алябастр, аркестр, літр, мэтр, монстр, пэдыятр, пюпітр, рэестр, сэквэстр, тэатр, цэнтр; алеандр, дэкаэдр, скафандр, сыдр, цыліндр, Аляксандр; | У запозиченнях замість кінцевого tr, dr відповідно до вимови пишуться комбінації -тар, -дар: алябастар, аркестар, літар, мэтар, монстар, пэдыятар, пюпітар, рэестар, сэквэстар, тэатар, цэнтар; алеандар, дэкаэдар, скафандар, сыдар, цыліндар, Аляксандар. Якщо при зміні слова або в похідних словах ці поєднання з'являються перед голосною, складова зникає: кадар — кадраваць, кадастар — паводле кадастру, мэтар — сто мэтраў, пэдыятар — пэдыятрыя, спэктар — спэктральны, сэмэстар — у сэмэстры, фільтар — бязь фільтра, фэтар — фэтравы. - У нетрадиційних власних назвах tr, dr пишуться без голосного: Нотр-Дам, Сартр. - У деяких запозиченнях голосна між т/д і р — не вставляється, тому вона зберігається незалежно від того, який звук — чи приголосний — стоїть за р: арандатар — арандатара, дырэктар — дырэктара; амбасадар — амбасадара, кондар — кондара. |
| Зубні приголосні /d̪/, /t̪/, /s̪/, /z̪/ перед передніми голосними /ɛ/, /i/ | |
| В основному підтримується твердість /t̪/, /d̪/, а /s̪/, /z̪/ вимовляється м'яко. Наприклад: дыван, тыгр, сігнал, фізіка, казіно, апельсін; У 1957 році було введено м'яку вимову ⟨д⟩, ⟨т⟩ перед закінченнями -ін, -ір, -ёр, -еец, -ейскі в офіційній мовній нормі: каранцін, камандзір, акцёр, гвардзеец, індзейскі, що завжди вимовляються твердо. | В основному зберігається твердість /d̪/, /t̪/. Звуки /s̪/, /z̪/ залишаються твердими на початку, а іноді і в середині слова; в інших випадках /s̪/, /z̪/ передаються переважно м'яко. Наприклад: дыван, тыгр, сыгнал, фізыка, казіно, апэльсін; Список - дыван, дывізія, дыета, дызайн, дызэль, дыскусія, дыхтоўны, дыярама, індыкт, нэадым, радыска, сындыкат; індык, мэдык, мэдыцына, мэдычны, сынодык; бандыт, крэдыт, эрудыт; Дыжон, Дыкенз, “Дынама”, Дыяна, Адыс-Абэба, Кандыд, Мобі Дык, Сардынія, Туцыдыд, Эдып; тыгр(а), тыльда, тыран, тытла, тытры, тытул, тыфус, артышок, бастыён, дыптых, мартыралёг, пасатыжы, прэстыж; агностык, аналітык, антысэптык, аўтэнтык, батык, бутык, люнатык, мастыка, містыцызм, нэўратычны, оптык, палітык, паралітык, плястычны, практыцызм, сыноптык, тэарэтычны; інтым, сантым; апэтыт, атыт, мастыт; Тыбэт, Тыльжа й Тыльзыт, Тырана, Тымор, Арктыка, Атлянтыда, Атыла, Матыльда; зыгзаг, зыгота, мінэзынгер, фтывазыд; музыка, м’юзыкал, рызыка, фізык; халензым, энзым; візыт, дэпазыт, кампазытар, керамзыт, паразыт, транзыт; Зыгмунт, “Зынгер”, Ізыда, Нэмэзыда, Сызыф; сыгнал, сыгнэт, сыдар, сылікатны, сымфонія, сынод, сынонім, сынхронны, сыроп, сыстэма, сытуацыя, псыхалёгія; аксыд, пэрсыдзкі; клясык, клясыцызм, клясычны, лексыкон, таксычны; максымум (але: Максім); баксыт, эпаксыт; Сыднэй, Сылезія, Сыцылія, Сымон. У некаторых пазычаньнях з, с замацаваліся: – як цьвёрдыя, і пасьля іх пішацца ы: кармазын, кузына, магазын, разынкі, экзыль; – як мяккія, і пасьля іх пішацца і: кракадзіл, лаціна й вытворныя, пэрсік, сальцісон, сілас; Бураціна, Ціт (але Тытус); у т. л. з прычыны пазьбяганьня аманіміі: Дзіна (імя) – дына (адзінка вымярэньня), сіці – сыты, сыці (ад сыць ‘сытасьць; спажыва’ й ‘сьнітка’); цік (мэдычны тэрмін; тканіна; дрэва) – тык (ад тыкаць). В іншомовних суфіксах слів зі слов'янською твірною основою зазвичай пишуть і: гусіт, пабядзіт, хвасьцізм, хвасьціст. |
| /s̪/, /z̪/, /b/, /v/, /m/, /p/, /f/, /n̪/ перед голосними спереду /ɛ/ | |
| Переважно м'які варіанти. Наприклад: абанент, універсітэт, кабінет, метрапалітэн, музей, секцыя, пенсіянер, дэбет; У 1933 р. вчені Інституту мовознавства назвали пропозицію про введення цих норм «тенденціями Великої Держави», вказавши, що це характерна російська вимова. | В основному тверді варіанти. Наприклад: абанэнт, унівэрсытэт, кабінэт, мэтрапалітэн, музэй, сэкцыя, пэнсыянэр, дэбэт; Список - абанэнт, аргумэнт, брызэнт, дакумэнт, камплімэнт, парлямэнт, пэргамэнт, рэглямэнт, сакрамэнт, тастамэнт; Вінцэнт, Сэнт-Вінсэнт; але: момант; абвэр, бульдозэр, буфэр, бэльвэдэр, вінчэстэр, грэйдэр, дызайнэр, кампостэр, катэр, кратэр, лідэр, обэр-, піянэр, рэвалюцыянэр, сканэр, трэнэр, шофэр; Картэр, Ма´нчэстэр, Ошэр, Роджэр, Ройтэр, Фішэр; дэбэт, катэт, партаманэт, унівэрсытэт, эпітэт; Самэрсэт; ― у кінці невизначених слів (крім позиції після к, л): андантэ, галіфэ, кабэрнэ, кашнэ, пэнснэ, па-дэ-дэ, рэбэ, рэнамэ, фрыкасэ, шымпанзэ, эсэ; Бізэ, Гамкрэлідзэ, дэ Кастэр, Кандэ, Мао Дзэ-дун, Маснэ, Шэварднадзэ; |
| Поєднання /j/ з голосними | |
| В основному передається з установчим /j/, але в той же час існує багато виняків. Наприклад: маёр, Нью-Йорк, езуіт, маянэз, майя Правила білоруської ортографії та пунктуації в 2008 році закріпили більш послідовну передачу /j/. Наприклад: Нью-Ёрк, мая, однак трыа, радыус, іон. Винятки були пов'язані з написанням відповідних слів у російській мові.. | Послідовно через /j/. Наприклад: маёр, Нью-Ёрк, езуіт, маянэз, мая, трыё, радыюс, іён. |

### Морфологія
| Офіційний | Класичний |
| Використання словотворчого форманта -ір-/-ыр- у дієсловах із запозиченими основами | |
| Збережено у словах, запозичених з російської мови. Наприклад: фарміраваць, санкцыяніраваць, замаскіраваць, буксіраваць, камандзіраваць, суміраваць; Старобілоруська мова, білоруські діалекти та білоруські словники 20-х років не знають дієслів на -іраваць, вперше ця конструкція з'явилася в зросійщеному словнику Олександровича, виданому в 1937 році. Як зазначав Мікалай Василевський, у білоруській літературній мові немає жодного прикладу, щоб за допомогою -ірава- дієслова утворювались із власне білоруської основи.                     | Переважна більшість запозичених дієслів вживається без форманта -ір-/-ыр-, нехарактерного для білоруської мови, і використовується переважно у випадках, коли слід уникати омонімії. Наприклад: фармаваць, санкцыянаваць, замаскаваць; шпацыраваць (від слова шпацыр), буксаваць — буксіраваць (від буксір), камандаваць — выпраўляць або дэлегаваць, сумаваць — падсумоўваць; Давня загальнослов'янська модель, розширена старобілоруською мовою, включаючи утворення дієслів від запозичених слів |
| | Поширення безсуфіксальної моделі утворення іменників. Наприклад: выступленне → выступ, наступленне → наступ, спадзяванне → спадзеў; |
| Використання суфіксів -нік/-шчык у професійних іменах людини | |
| Поширення суфіксів -чык/-шчык: Наприклад: закупшчык, перавозчык; Як зазначав Юрій Пацюп, суфікс -щик набув масово поширення за радянських часів і наблизив білоруську мову до російської. | Поширення лише суфіксу -нік: Наприклад: закупнік, перавозьнік; Ще в XIX ст. суфікс ''-ник '' (''-льник''), безсумнівно, переважав у формуванні професійних назв. |
| Система словозміни | |
| Для іменників чоловічого і середнього роду місцевому відмінку множини допустимі тільки флексії -ах, -ях. Наприклад: у лясах, у палях; За словами Станіслава Станкевича, флексії -ах, -ях як властиві російській мові були штучно введені в 1933 році замість флексій -ох, -ёх, характерних для білоруської мови. | Флексії -ах, -ях іменників чоловічого і середнього роду місцевому відмінку множини можуть змінюватися на -ох, -ёх, однак, допустимі обидва варіанти. Наприклад: у лясах — у лясох, у палях — у палёх; |
| | |
| У родовому відмінку множини іменників жіночого роду характерні закінчення -ей. Наприклад: магчымасцей, цяжкасцей, сувязей Але іменники з наголосом на основі також можуть вживатися із закінченням -яў: Наприклад: сенажацей і сенажацяў, скроней і скроняў; На думку С. Станкевича, закінчення -ей є характерною ознакою російської мови, на відміну від закінчення -яў, характерним для білоруської мови. | У родовому відмінку множини іменників жіночого роду характерні закінчення -яў. Наприклад: магчымасьцяў, цяжкасьцяў, сувязяў; |
| | |
| Поширене використання флексії -а родового відмінка однини 2-ї відміни. (У назвах живих іменників чоловічого роду). Наприклад: вожыка, вужа. Неживі іменники залежно від значення мають закінчення -а(-я) чи -у(-ю): Наприклад: завода, інстытута, сацыялізму, абеду. Географічні та астрономічні назви застосовуються із закінченням -а(-я): Наприклад: Мінска, Полацка. Як зазначає Павло Сцяцько, бажання розділити словоформу на дві частини, надавши одному з них «конкретизований» відтінок і закріпивши за ним закінчення -a, руйнує мовну норму. | Обмежене використання флексії -а родового відмінка однини 2-го відмінювання на користь флексії -у. Наприклад: заводу, інстытуту, сацыялізму, абеду, Менску, Полацку; Широке використання закінчення -у серед різних типів іменників чоловічого роду (іменники, збірні, дієслівні, з часовим та просторовим значенням, назви організацій та установ, географічні назви тощо) зафіксовано в білоруському мовленні.                                                                                    |
| | |
| Використання тільки складного майбутнього часу. Наприклад: буду рабіць, будзем рабіць; Форма простого майбутнього часу була виключена з білоруської мови реформою 1933 року | Допустиме розширення форми майбутнього часу формою простого майбутнього часу, характерною для південно-західних діалектів. Наприклад: буду рабіць — рабіцьму, будзем рабіць — рабіцьмем; |
| У рідному відмінюванні множини іменники першої відміни мають закінчення -аў, — яў — на основі злиття приголосних або з подовженням приголосних в основі: Наприклад: адозва — адозв-аў, ванна — ванн-аў. Деякі іменники 2-ї відміни у множині вживаються з варіантними закінченнями: Наприклад: туфель — туфляў, валёнак — валёнкаў, азёр — азёраў, дрэў — дрэваў. | Розширення флексії -оў родового відмінка множини. Наприклад: словы — слоў → словаў, мовы — моў → моваў; |
| | Можливе використання в орудному відмінку однини в парадигмі 3-го схиляння флексії 2-ї відміни. Наприклад: Беларусьсю — Беларусяй, з маці — з мацерай; |
| | Можливе використання в формах місцевого відмінка однини 1-го відмінювання флексії -у. Наприклад: у цені — у ценю, у Фаўстусе — у Фаўстусу. |

### Синтаксис
Відмінності здебільшого існують у прийменниках.
| Офіційний | Класичний |
| Зміни в конструкціях з прийменником па | |
| Варіантне (па + давальний або місцевий відмінок). Приклади: па футболу — па футболе, па вызваленню — па вызваленні;                                                                 | Уніфіковане (па + місцевий відмінок). Приклади: па футболе, па вызваленьні;                                                   |
| Вибір прийменників | |
| Зосередження на російському синтаксисі, включаючи надмірне використання прийменника па Приклади: па мясцоваму часу, па запрашэнню, камітэт па справах, па прычыне, але пасля вайны. | Використання білоруських моделей: Приклади: паводле мясцовага часу, на запросіны, камітэт у справах, з прычыны, але па вайне. |
| У білоруській мові існує велика синонімія прийменникових конструкцій, викликана значною різницею між східними і західними білоруськими діалектами.                                  | |

### Лексикологія
Відмінності в лексикології мають характер оцінки конкретного використання в окремих випадках, але, як правило, залежать від вибору словникового запасу самими носіями мови. Вибір ортографії тут відіграє досить незначну роль, і наведені нижче особливості, у широкому розумінні, можуть використовуватися носіями мови незалежно від використовуваної ортографії.
| Офіційний | Класичний |
| Географічні назви | |
| У білоруську мову було введені російські топоніми перероблені на білоруський манер. Приклади: Мінск, Англія, Брэст, Венгрыя, Германія, Гродна, Еўропа, Іспанія, Літва, Маладзечна, Навагрудак, Расія, Эфіопія й інші. | Збереження історичних топонімів: Приклади: Менск, Ангельшчына, Берасьце, Вугоршчына, Нямеччына, Гародня, Эўропа, Гішпанія, Летува, Маладэчна, Наваградак, Расея, Этыёпія й інші.                                                                   |
| Лексеми іншомовного походження | |
| У результаті зросійщення Білоруси в білоруську мову, що застосовувалась у БРСР, було введено значну кількість російської лексики.Приклади: асцерагацца → апасацца, гераізм → доблесць, угода → здзелка, цягнік → поезд; | А. Пацехіна стверджує, що з метою звільнення білоруської мови від росіянізмім активізується запозичення з польської мови, причому необов'язково польських лексем.Приклади: пасол → амбасадар, фактар → чыньнік, карта → мапа, вадзіцель → кіроўца; |
| Лексеми білоруського походження | |
| Введення слів з білоруським корінням, але структурою російської мови, до білоруської мови, що використовується в БРСР, а також заміна значень білоруських слів значеннями, подібними за звучанням до слів російської мови. Приклади: адсотак → працэнт, скасаваць → адмяніць, скласьці → саставіць, рабунак → грабеж, вайсковы → воінскі. Значна частка білоруської лексики зникла зі словників, виданих за реформою 1933 року; у різних випадках залишали слова, присутні в російській мові. | На думку А. Пацехіної, відбувається заміна деяких споконвічно білоруських лексем. Приклади: адбывацца → тачыцца, умова → варунак, намаганьні → высілкі, іменна → менавіта.                                                                         |